# De Grez

De Grez is een uit Goetsenhoven afkomstig geslacht waarvan leden sinds 1841 tot de Nederlandse adel behoren en dat in 1910 uitstierf.

## Geschiedenis
De stamreeks begint met Jean de Grez (1627-1699) die in Goetsenhoven overleed. Zijn nazaat Guillaume (Wilhelmus) de Grez (1777-1828) werd apotheker te Breda. Bij Koninklijk Besluit van 11 september 1841 werd zijn zoon mr. Henricus Ferdinandus de Grez (1807-1875) verheven in de Nederlandse adel. Een broer van die laatste, mr. Josephus Ludovicus de Grez (1817-1902) werd in 1880 ingelijfd in de Nederlandse adel op grond van een vermeende afstamming uit het oud-adellijke Brabantse geslacht De Grez; in 1881 vond voor een zoon van de in 1841 geadelde eveneens inlijving plaats onder wijziging van het KB van 1841. Met deze laatste stierf het adellijke geslacht in 1910 uit.

## Enkele telgen
Guillaume (Wilhelmus) de Grez (1777-1828), apotheker te Breda
- Jhr. mr. Henricus Ferdinandus de Grez (1807-1875), lid provinciale staten van Noord-Brabant
  - Jhr. mr. Jean Marie Hendrik Joseph de Grez (1837-1910), advocaat; trouwde in 1863 met Jacoba Adriana Maria Gertrudis Mahie (1843-1917) die in 1914 de collectie de Grez schonk aan de Koninklijke Musea voor Schone Kunsten van België te Brussel waarvoor haar in datzelfde jaar het ridderschap in de Leopoldsorde werd verleend
- Jhr. mr. Josephus Ludovicus de Grez (1817-1902), advocaat, kunstverzamelaar en naamgever van de collectie de Grez die had bepaald dat zijn collectie aan de Belgische staat zou worden nagelaten